# Krankenhaus West (Stralsund)
Das Krankenhaus West in der Rostocker Chaussee in Stralsund ist eines von zwei Krankenhäusern des Helios Hanseklinikums Stralsund. Das zweite Krankenhaus ist das Krankenhaus am Sund. Das Klinikum beherbergt auf dem Gelände psychiatrische, geriatrische und onkologische Kliniken. Gegründet wurde es im Jahr 1912 als IV. Pommersche Heil- und Pflegeanstalt.

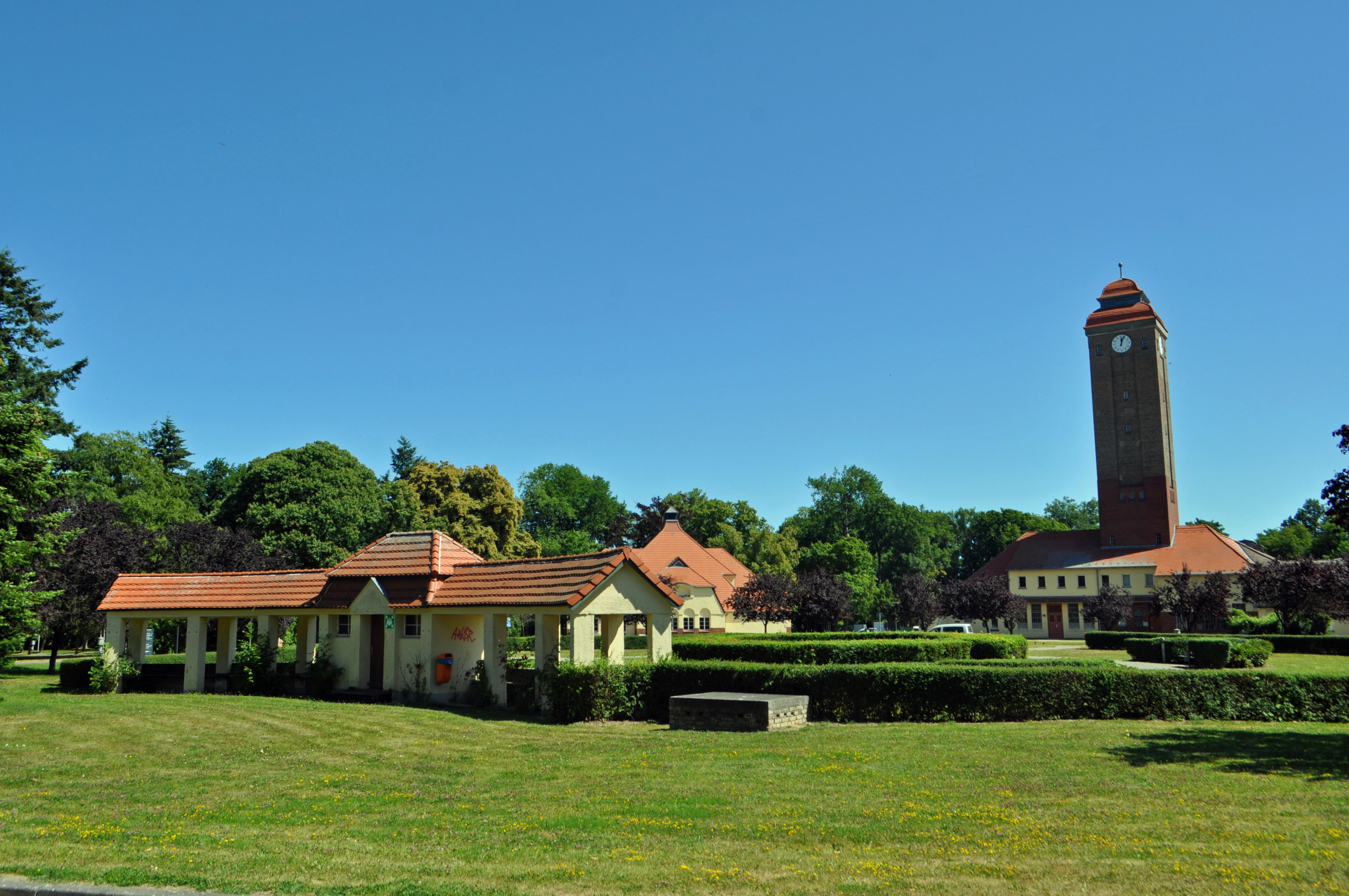
Krankenhaus West, Stralsund (2013)

OSM-Karte des Krankenhauses (2024)

## Geschichte

### Bis zum 19. Jahrhundert
Für Stralsund erwähnt die Stralsundische Chronik von Johann Berckmann eine Unterbringungsmöglichkeit Geisteskranker, „Thoren-Kiste“ genannt, im Jahr 1452, das Memorialbuch Lindemanns erwähnt für das Jahr 1579 den Bau am Frankentor, diese Unterbringung wird auch noch für das Jahr 1627 von Nikolaus Dinnies beschrieben. Ein weiters, „Tollhaus“ genanntes, Haus zur Unterbringung geistig Kranker befand sich im Johanniskloster; Kranke wurden noch im 19. Jahrhundert aber auch im Stadtlazarett, im Zuchthaus oder in Siechenhäusern untergebracht, wie es der Militärarzt Knorr in einer Handschrift über die Stralsunder Ärzte beschrieb. Immer wieder wurden Forderungen nach dem Bau einer „Irrenanstalt“ erhoben und Pläne aufgestellt; letztlich beschloss der 6. Kommunallandtag von Neuvorpommern 1837 die Errichtung einer Provinzial-Irrenanstalt in Stralsund. In der Bleistraße entstand ein erstes Gebäude (heute die Hausnummer 13), welches im Sommer des Jahres 1842 als Irren- und Siechenhaus eröffnete. Erster Direktor war Ferdinand Picht. In ihr konnten zu dieser Zeit 30 Patienten betreut werden. Die Anstalt wurde wegen des Neubaus der Provinzialheilanstalt Treptow an der Rega im Jahr 1900 aufgelöst; zu dieser Zeit war die Anstalt für 75 Patienten ausgelegt. Die Stralsunder Patienten kamen in die Siechenanstalt in der Tribseer Straße 25 bzw. in ein Gebäude des Krankenhauses am Frankenwall.

### 1908 bis 1918
Der 35. Pommersche Provinziallandtag beschloss im März 1908 den Bau einer neuen Provinzial-Heilanstalt, die nach den Anstalten in Lauenburg i. Pom., Treptow a. R. und Ueckermünde die vierte werden sollte; der 36. Provinziallandtag erkor im Jahr 1909 die Stadt Stralsund als Sitz dieser Anstalt.
Das 400 Morgen Acker umfassende Gelände, das die Stadt für den Bau kostenlos zur Verfügung gestellt hatte, befand sich damals noch außerhalb der Stadtgrenzen. Im April begann der Bau unter Leitung des Landesbaurats Drews und des Architekten Gustav Broder; Oberarzt Wilhelm Horstmann entwarf das Bauprogramm. Die Patienten sollten nach Möglichkeit arbeitstherapeutisch behandelt werden, sonst über die Bett- und Dauerbadbehandlung und über Isolierung oder Sedierung.
Bereits im November 1911 war ein von einer Mauer umgebenes Verwahrhaus für etwa 50 als besonders gefährlich eingeschätzte Personen errichtet worden. Am 21. Mai 1912 wurden die ersten 63 Patienten, aus der Anstalt in Lauenburg i. Pom. kommend, eingeliefert; bis Ende Mai 1912 gab es 314 Patienten. Am 5. Juni 1912 wurde die IV. Pommersche Provinzial-Heilanstalt zur Behandlung psychisch Kranker eröffnet, als Gäste anwesend waren der Oberpräsident der Provinz Pommern, der Provinzialausschuss, der Landeshauptmann, der Regierungspräsident, Oberbürgermeister Ernst Gronow, weitere Vertreter von Behörden sowie mehrere Hundert Besucher.
Bis Jahresende 1912 hatte die Anstalt bereits 397 Patienten und stieß damit an ihre Aufnahmegreneze von 400 Betten. Im April 1914 begannen deshalb Bauarbeiten zur Errichtung eines Erweiterungsbaus, der eine Gesamtkapazität von 910 Patienten ermöglichen sollte, damals noch nach Frauen und Männern getrennt. Der Provinziallandtag stellte dafür 1,5 Millionen Mark bereit. Auf der Frauenseite wurde ein dreigliedriges Haus in Korridorbauweise für 285 Patientinnen errichtet, auf der Männerseite ein Haus für 56 Patienten und eine Infektionsbaracke für 50; die Werkstätten für die Arbeitstherapie wurden erweitert. Weitere Pläne wurden wegen des beginnenden Ersten Weltkrieges nicht umgesetzt. Mit Kriegsbeginn wurde eine militärärztliche psychiatrische Abteilung aufgebaut und bis 1919 unterhalten.
Während des Ersten Weltkrieges gab es im gesamten Reich in den Anstalten Hungertote und Tuberkuloseopfer; in der Stralsunder Anstalt stieg die Sterbequote von 4,8 Prozent (28 Todesfälle von 581 Patienten) im Jahr 1914 auf 23,6 Prozent (134 Todesfälle von 567 Patienten) im Jahr 1917.

### 1918 bis 1933
Nach dem Krieg war die Versorgung der Patienten zunächst weiter angespannt; über die Entwicklung der Stralsunder Anstalt, die nunmehr Landesheilanstalt hieß, ist wenig bekannt. Im Jahr 1924 schrieb Landeshauptmann Johannes Sarnow, dass die vier Anstalten erweitert und ausgebaut wurden; tatsächlich wurde erst im Juli 1924 beschlossen, den Ausbau der vor dem Krieg geplanten Häuser voranzutreiben, da die Krankenzahlen stetig anstiegen. Ziel war es, die schon bei der Eröffnung der Anstalt vorgesehenen 1000 Patienten unterbringen zu können; bei den Frauen betrug die Überbelegung in Stralsund im Jahr 1924 139 Prozent. Im Jahr 1927 wurde der Neubau für 216 Frauen fertiggestellt, es folgten ein Haus für 70 „unruhige“ Frauen, eins für 55 „unruhige“ Männer und eins für je 25 Infektiöse.
In Berichten der Besuchskommission zur Überwachung der Anstalten in den Jahren 1925 bis 1933 finden sich überwiegend positive Berichte. Die Arbeitstherapie nach Hermann Simon war etabliert. Gearbeitet wurde auf den anstaltseigenen Feldern und in Werkstätten. Die anfangs noch oft eingesetzten Dauerbäder waren überwiegend außer Betrieb. Im Jahr 1925 wurde auch festgestellt, dass die Stralsunder Ärzte biologische Therapieverfahren einsetzten, wie die Malariatherapie, zudem wurden Epileptiker mit Luminal behandelt. Die Familienpflege wurde in nur sehr geringem Umfang etabliert, dafür umso mehr die offene Fürsorge nach Gustav Kolb. Im Jahr 1932 wurden 150 Patienten in den Außenfürsorgebereichen Sellin, Putbus, Bergen, Juliusruh und Breege betreut.
Die Weltwirtschaftskrise wirkte auch in die Stralsunder Anstalt hinein. Stand im Jahr 1928 noch ein Arzt für maximal 150 Kranke bereit, waren es im Jahr 1933 schon 208 Patienten je Arzt. Der vom Provinzialverband Pommern gewährte Zuschuss für die Kranken sank von 415 Reichsmark im Jahr 1928 auf 249 Reichsmark im Jahr 1931. Die Arbeitstherapie wurde wegen der fehlenden Mittel reduziert, Betten ohne Zwischenraum zusammengeschoben; Zwangsmittel wie die Isolierung und das Dauerbad wurden wieder eingeführt. In der „Unruhigen“-Abteilung führte Anstaltsleiter Wilhelm Horstmann ein Panopticon zur Überwachung ein.

### 1933 bis 1939
Im Jahr 1933 wurde Anstaltsleiter Wilhelm Horstmann nach 21 Jahren durch Franz Enke abgelöst. Dieser wiederum schied im April 1936 aus Altersgründen aus und übergab dem Juristen Kurt Reinhold Drews (* 1882) die Leitung. Ihm wurde im Mai 1938 Hans-Dietrich Hilweg als ärztlicher Direktor zugeordnet, der aus einer der aus einer Heilanstalt in Lauenburg/Elbe kam, Nachdem Hilweg im Jahr 1939 zur Heil- und Pflegeanstalt Obrawalde versetzt worden war, kam Franz Encke noch einmal in den Dienst zurück.
Mit dem Gesetz zur Verhütung erbkranken Nachwuchses wurde im Jahr 1933 die Basis für Zwangssterilisationen in großem Umfang geschaffen. Erwin Walraph kam in seinen Untersuchungen ab 1984 zum Ergebnis, dass im Stralsunder Klinikum 656 Personen zwangssterilisiert wurden, davon wurden seitens der Landesheilanstalt Stralsund 452 Personen gemeldet. Diese Maßnahmen stießen wegen der angespannten personellen Situation an Grenzen; im Jahr 1936 war je ein Arzt für 300 Patienten zuständig. Generell kann festgestellt werden, dass die Behandlung der Patienten gegenüber ihrer reinen Verwahrung in den Hintergrund getreten war. Die Arbeitstherapie wurde zur effizienten Ausnutzung der arbeitsfähigen Patienten forciert.
Der Gauleiter der NSDAP in der Provinz Pommern, Franz Schwede-Coburg, beschloss bereits kurz nach Beginn des Zweiten Weltkriegs, die vier ihm unterstehenden Landesheilanstalten in Stralsund, Ueckermünde, Meseritz-Obrawalde und Treptow a. R. anderen Zwecken zuzuführen; die Stralsunder Anstalt bot er Heinrich Himmler als Kaserne an. Im Oktober 1939 gab Schwede-Coburg Kurt Eimann den Befehl zur Erschießung der Kranken, die nach Neustadt in Westpreußen transportiert worden waren. Fritz Hube wurde von ihm mit der Räumung der Stralsunder Landesheilanstalt im Rahmen der nationalsozialistischen Politik der Eugenik beauftragt; die Räumung begann am 17. November 1939 – noch vor dem offiziellen Beginn der NS-Krankenmorde. In zehn Transporten vom 17. November bis 14. Dezember 1939 wurden insgesamt 1162 Patienten der Anstalt abtransportiert. Die ersten drei Transporte wiesen als Bestimmungsort in den Hauptkrankenbüchern nur die Angabe „verl in westpr Anstalt“ (verlegt in westpreußische Anstalt) auf; sie wurden beim Massaker von Piaśnica durch Angehörige des SS-Wachsturmbann Eimann erschossen. Die weiteren sieben Transporte hatten als Ziel die Landesheilanstalt Ueckermünde (zwei Transporte mit insgesamt 226 Patienten), Lauenburg i. Pom. (zwei Transporte mit insgesamt 367 Patienten) und Treptow a. R. (drei Transporte mit insgesamt 279 Patienten). Lediglich 109 Patienten blieben in der Stralsunder Anstalt zurück, die mit der endgültigen Auflösung nach Meseritz-Obrawalde transportiert wurden. Die Stralsunder Landesheilanstalt war somit die erste komplett geräumte Anstalt im Deutschen Reich. 

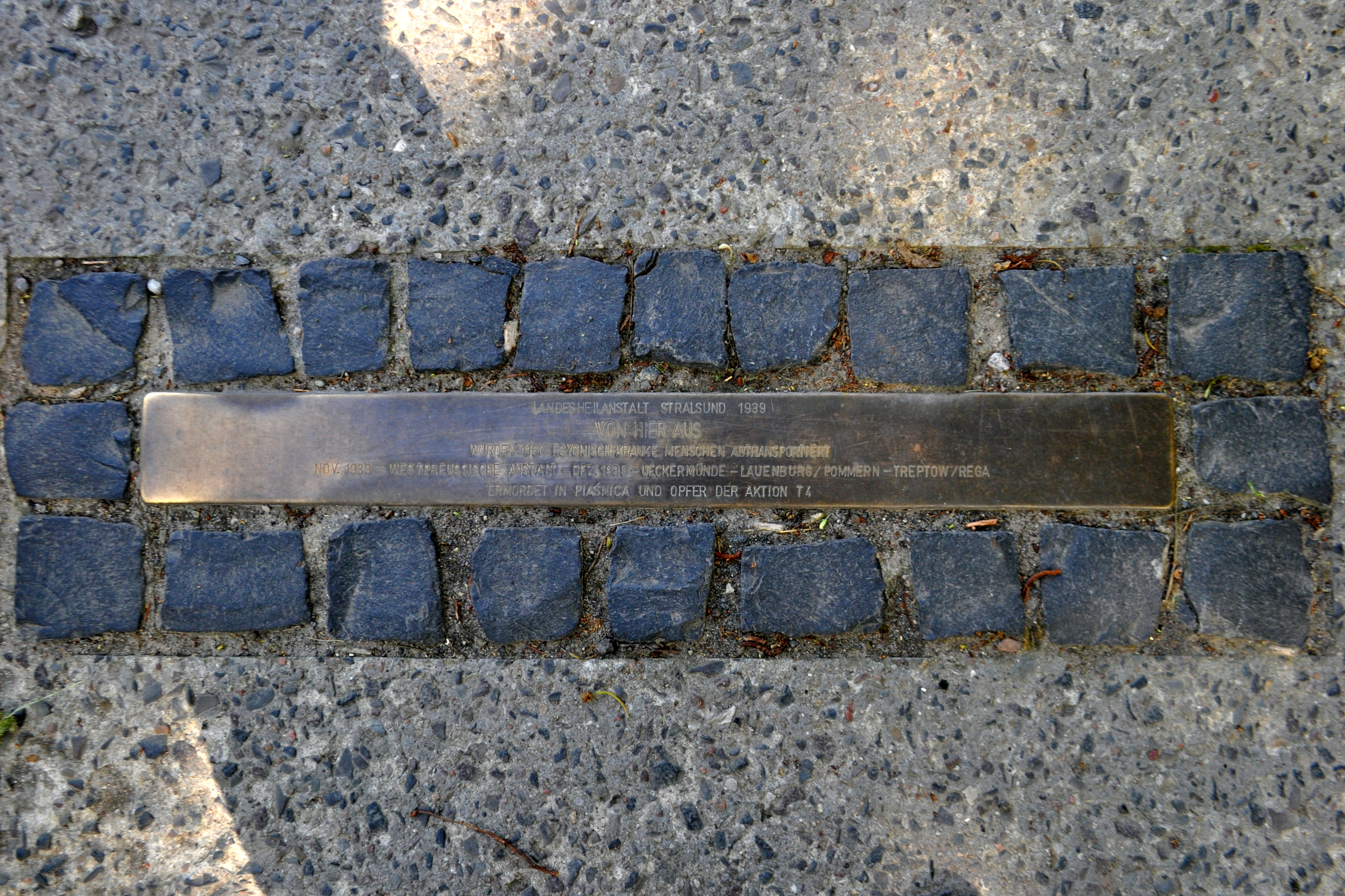
Stolperschwelle ehemalige Landesheilanstalt Stralsund

Bei der Räumung der Anstalt wurden 1285 Patienten deportiert und wahrscheinlich mehr als 1101 Kranke ermordet.
Im Dezember 1939 wurde das Anstaltsgelände an die SS-Totenkopfverbände übergeben. Fortan dienten die Gebäude als Kaserne.

### 1939 bis 1945
In die Gebäude der ehemaligen Landesheilanstalt zog unmittelbar nach der Räumung zunächst das II. SS-Totenkopf-Rekrutenregiment ein, stationiert waren hier in der Folge auch das SS-Panzer-Grenadier-Ausbildungs- und Ersatzbataillon 9, das SS-Infanterie-Ersatz-Bataillon Der Führer, das SS-Totenkopf-Ersatz-Bataillon I, eine SS-Kraftfahr-Staffel und die SS-Panzer-Grenadier-Schule. Die Deutsche Versuchsanstalt für Ernährung und Verpflegung des SS-Wirtschafts- und Verwaltungsamtes des Reichsführers SS übernahm am 1. Mai 1940 den Gutshof der Anstalt.
Die Klinikumskirche wurde entkernt und als Magazin der SS genutzt, das Gestühl wurde vernichtet, die Glocken wurden demontiert und eingeschmolzen zur Waffenproduktion. Die militärische Nutzung der ehemaligen Parkanlage führte dazu, dass die Rasenflächen der das Gelände teilenden Ost-West-Achse zerstört wurden, die Gartenanlagen verwilderten. Die Gebäude erhielten Tarnanstriche.
Da das neu errichtete, im Oktober 1938 als Marinelazarett am Sund eröffnete Krankenhaus nach Kriegsbeginn bald überbelegt war, wurde auf dem Gelände der ehemaligen Landesheilanstalt ein Reservelazarett eingerichtet; am 21. Dezember 1939 wurde es wieder geschlossen. In den Räumlichkeiten eröffnete am 1. Juni 1940 die Lazarett-Abteilungs-Heilanstalt. Wahrscheinlich befand sich auch die Krankenabteilung für Nerven- und Geisteskranke des Marinelazaretts auf dem Gelände der ehemaligen Heilanstalt.
Ab 1941 wurde das ehemalige Feste Haus zum Hilfskrankenhaus für bis zu 120 Patienten umgebaut, das Erdgeschoss diente ab Januar 1943 als Frauenklinik. Bis Kriegsende wurde das Haus nochmals ausgebaut und als Hilfskrankenhaus genutzt.
Die SS zog ab Anfang 1945 ihre Truppen vom Gelände ab, nur wenige Soldaten blieben zurück. Die verbliebenen Bewohner des Geländes, überwiegend Familien der Angestellten, wurden Ende März 1945 zum Verlassen des Geländes aufgefordert. Die abziehenden SS-Angehörigen zerstörten das Direktorenwohnhaus und das Verwaltungsgebäude; die versuchte Sprengung des Wasserturms am 30. April 1945 verhinderten Bürger. Am 1. Mai 1945 rückte die 90. Schützendivision der Sowjetarmee in Stralsund ein.

### 1945 bis 1953
Die Sowjetarmee nutzte die ehemalige Landesheilanstalt zunächst bis Ende 1945 zur Unterbringung ihrer Soldaten sowie von 800 Pferden. Die Stadt Stralsund übernahm den Gutshof der Anstalt. Im Juli 1946 übergab Sowjetischen Militäradministration in Deutschland (SMAD) das Vermögen der ehemaligen Anstalt an die Sozialversicherungsanstalt Mecklenburg.
Zur Unterbringung von Flüchtlingen aus den ehemaligen Ostgebieten hatte die Stadt zunächst das Theater Stralsund sowie ein Lager am Rügendamm genutzt, von Anfang 1946 bis Ende 1946 wurden auch auf dem ehemaligen Anstaltsgelände Flüchtlinge untergebracht; unter ihnen war der spätere Oberbürgermeister Harald Lastovka. Auch ein Waisenheim wurde eingerichtet.
Drei der Häuser wurden auch wieder als Krankenhaus genutzt, sie dienten der Versorgung von Infektiösen, die ab Oktober 1946 zur Tuberkulose-Heilstätte wurde. Die Tuberkuloseheilanstalt wurde ab 1949 unter dem Namen Tuberkulose-Heilstätte Stralsund der Sozialversicherungsanstalt Mecklenburg geführt, sie bot 229 Patienten Platz zur stationären Versorgung, bis 1954 wuchs die Kapazität auf 580 Betten. Nach der Zurückdrängung der Krankheit konnte die Heilstätte als solche aufgelöst und ab 1965 als Lungenklinik geführt werdent; später zog die Abteilung für Lungenkrankheiten in das Krankenhaus am Sund um.

### 1953 bis 1990
Ab Anfang 1953 wurden 30 Betten der Tuberkulose-Heilstätte zur Unterbringung von psychiatrischen Patienten genutzt; am 1. November 1954 die Psychiatrische Klinik eröffnet. Sie war für 200 Patienten angelegt, ein jährlicher Zuwachs von 250 Betten geplant. Erster Chefarzt wurde Hans-Heinrich Gerhard (* 1898), der 1924–1926 Assistent an der Heilanstalt gewesen war.
Ab 13. Oktober 1955 hieß die Klinik offiziell Bezirkskrankenhaus Stralsund-West, Psychiatrische Abteilung. Im August 1958 verfügte die Klinik über 470 Betten. Der Arbeitstherapie wurde wieder eine große Bedeutung beigemessen. Am 1. Juni 1957 wurde eine psychiatrische Kinderabteilung mit 30 Betten eingerichtet. Zum Problem wurde bald schon wieder die mangelnde Bettenkapazität.
Im Jahr 1958 wurde Hans Leidenberger neuer Chefarzt der Klinik. Er veranlasste eine komplette Neustrukturierung der Klinik ab Dezember des gleichen Jahres: Eine Kinder- und Jugendabteilung mit Schule und Werkstätten entstand, eine klinische und Gerichtspsychiatrie und eine Abteilung für Arbeitstherapie. Die Leitung und Verwaltung der beiden Stralsunder Krankenhäuser Am Sund und West sowie der Poliklinik am Frankenwall wurden im Jahr 1959 zusammengelegt. Im selben Jahr wurde die neurologische Abteilung mit 30 Betten eröffnet. Auf Hans Leidenberger, der im März 1960 nach Brandenburg-Görden wechselte, folgte Friedrich-Rudolf Groß (* 1920) als Chefarzt. Er beklagte die fehlenden Kapazitäten, sei es an Betten, an Fachpersonal und auch an der finanziellen Ausstattung der Klinik. Er beschrieb die Klinik als „(...) in der DDR die am primitivsten eingerichtete und auch sonst rückständigste psychiatrische Einrichtung“. Im November 1965 wurden in einem Arbeitspapier die Rodewischer Thesen als Grundlage einer Umstrukturierung erwähnt. Horst Giermann (* 1930) wurde 1966 neuer Chefarzt. Er blieb auch der Chefarzt, als die Klinik zum 1. Januar 1972 in zwei Kliniken geteilt wurde; Chefarzt der II. Klinik, der Kinderklinik, wurde Ulrich Müller. Die alten Klinikgebäude wurden von Müller als unzureichend beschrieben. Nach 1976 gab es auf personellem Gebiet laut einem Schreiben des Ärztlichen Direktors Brauner eine positive Entwicklung; positiv wurde auch bewertet, dass die frei werdenden Bettenkapazitäten der Lungenklinik nach und nach der Psychiatrie zur Verfügung gestellt wurden.
Bis Anfang der 1980er Jahre behandelten die Heilanstalt bzw. das Bezirkskrankenhaus Alkoholkranke hauptsächlich wegen der Folgeerkrankungen. In der Psychiatrischen Beratungsstelle am Neuen Markt 5 gab es ab 1964 eine Alkoholiker-Sprechstunde. Im Jahr 1983 wurde auf dem Anstaltsgelände, im Haus 6, eine Abteilung für Alkohol- und Drogenkranke eröffnet, im Folgejahr avancierte sie zur Klinik für Alkohol- und Drogenkranke des Bezirkskrankenhauses Stralsund. Chefarzt war lange Zeit Horst Tretzel.
Das als Verwahrhaus im Jahr 1911 errichtete Gebäude P 8/9, das Haus 5, wurde ab Oktober 1988 als Forensik genutzt; Chefarzt wurde im Januar 1987 Michael Gillner. Es wurde von 1988 bis 1990 saniert.

### Seit 1990
Ab 1987 wurde die Forensik eine eigenständige Klinik. Ein Erweiterungsbau wurde Ende der 1990er Jahre errichtet.
Nach der Deutschen Wiedervereinigung zeigte sich eine absolut unbefriedigende Situation für die klinische Versorgung in Stralsund. Es bestand dringender Handlungsbedarf.
Der Bericht Zur Lage der Psychiatrie in der ehemaligen DDR, den eine Expertenkommission im Auftrag des Bundesgesundheitsministeriums im Frühjahr 1991 publizierte, beschrieb die in Stralsund vorgefundenen Gegebenheiten als mangelhaft. Für das in fünf Kliniken (Psychiatrische Klinik, Neurologische Klinik, Kinderneurologische Klinik, Klinik für Alkohol- und Drogenabhängige und Klinik für forensische Psychiatrie) aufgeteilte Krankenhaus West mit 604 Betten wurden heruntergekommene Gebäude, überbelegte Stationen, Unterbringung von Patienten mit geistigen und psychischen Behinderungen auf einer Station, personelle Unterbesetzung und weitere Missstände angeprangert.
Neben Chefarzt Horst Giermann kam 1990 Gerd Müller-Esch als Ärztlicher Direktor nach Stralsund. Das Architekturbüro Schnittger Architekten aus Lübeck erarbeitete eine Bestandsanalyse des Bezirkskrankenhauses Stralsund und war fortan auch an der Umsetzung der Sanierungs- und Ausbaumaßnahmen beteiligt.
Im September 1996 wurde die Neue Psychiatrie, die im Haus 3 und einem modernen Erweiterungsbau untergebracht ist, eröffnet. Im selben Jahr löste Harald J. Freyberger Horst Giermann als Chefarzt ab. Er wurde 1997 Direktor der Klinik und Poliklinik für Psychiatrie und Psychotherapie im Klinikum Stralsund; die Universitätsklinik entstand als Kooperation des kommunalen Klinikums Stralsund, der Universität Greifswald und dem Land Mecklenburg-Vorpommern. Im Jahr 1998 wurden eine Tagesklinik und eine Poliklinik eröffnet, weitere Tageskliniken in Stralsund, Bergen, Ribnitz-Damgarten und Grimmen konnten ebenfalls eröffnet werden.
Die Damp Holding übernahm im Jahr 2004 den Betrieb des Krankenhauses aus kommunaler Hand.
Im Jahr 2004 beschlossen, wurde im September 2009 mit dem Bau eines Gebäudes für die Kinder- und Jugendpsychiatrie begonnen, die am 31. August 2011 unter dem Namen Haus Löwenherz eröffnet wurde. Die Klinikschule war schon im Jahr 2008 unter dem Namen von Ernst von Haselberg als eigenständige Schule umstrukturiert.
Im Dezember 2011 verfügte die Klinik und Poliklinik für Psychiatrie und Psychotherapie über 137 Betten zuzüglich einer Station zur Suchttherapie, sowie über 100 Plätze in Tageskliniken in Stralsund, Bergen, Ribnitz-Damgarten und Grimmen und 20 tagesklinische Plätze der Universitätsmedizin Greifswald. Die Klinik für Kinder- und Jugendpsychiatrie, Psychotherapie und Psychosomatik besaß zu diesem Zeitpunkt 45 Betten und 26 Plätze in Tageskliniken. Die Klinik für Forensische Psychiatrie verfügte über 80 Betten und acht Plätze in Trainingswohnungen.

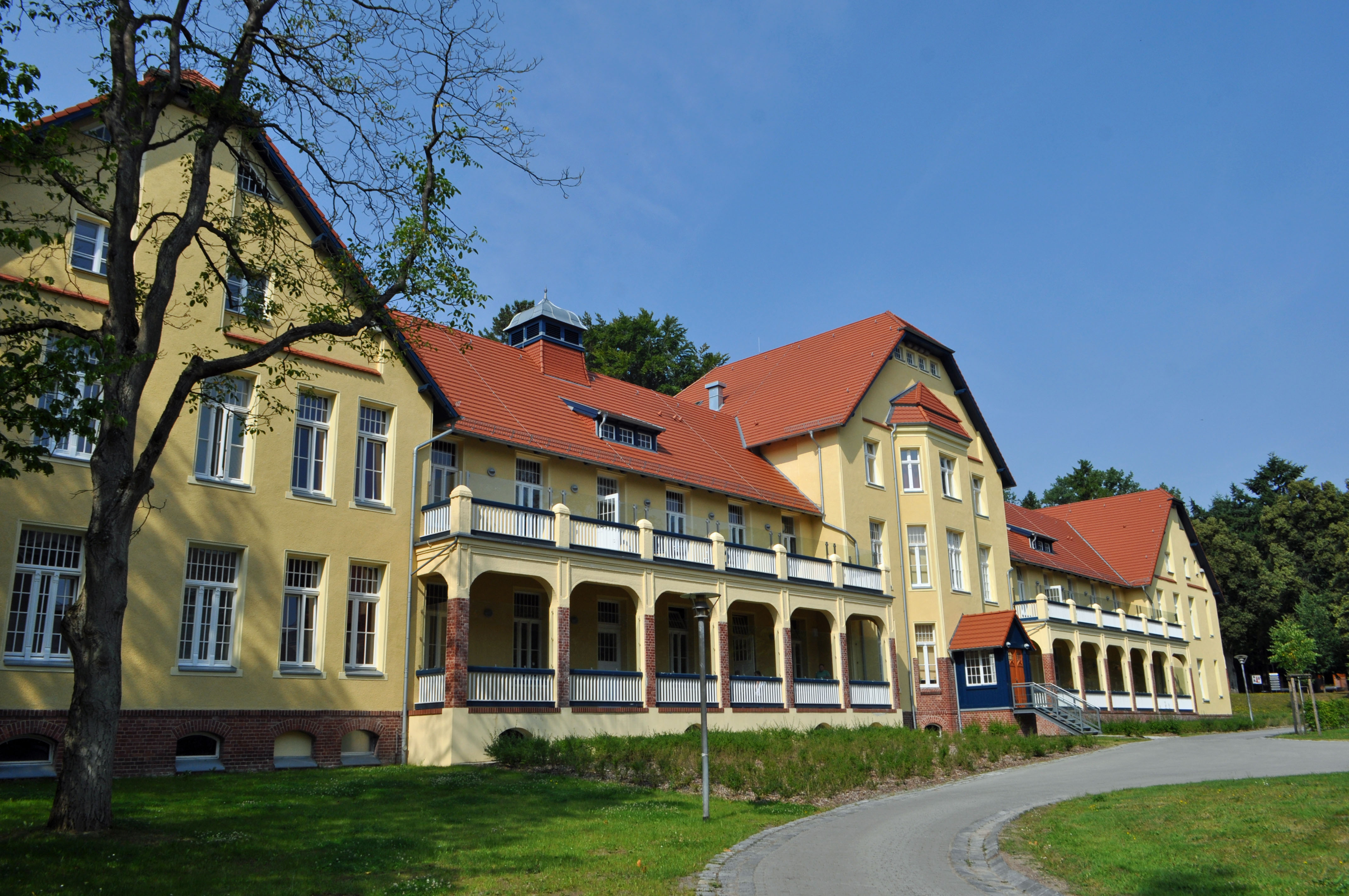
Saniertes Haus (2013)

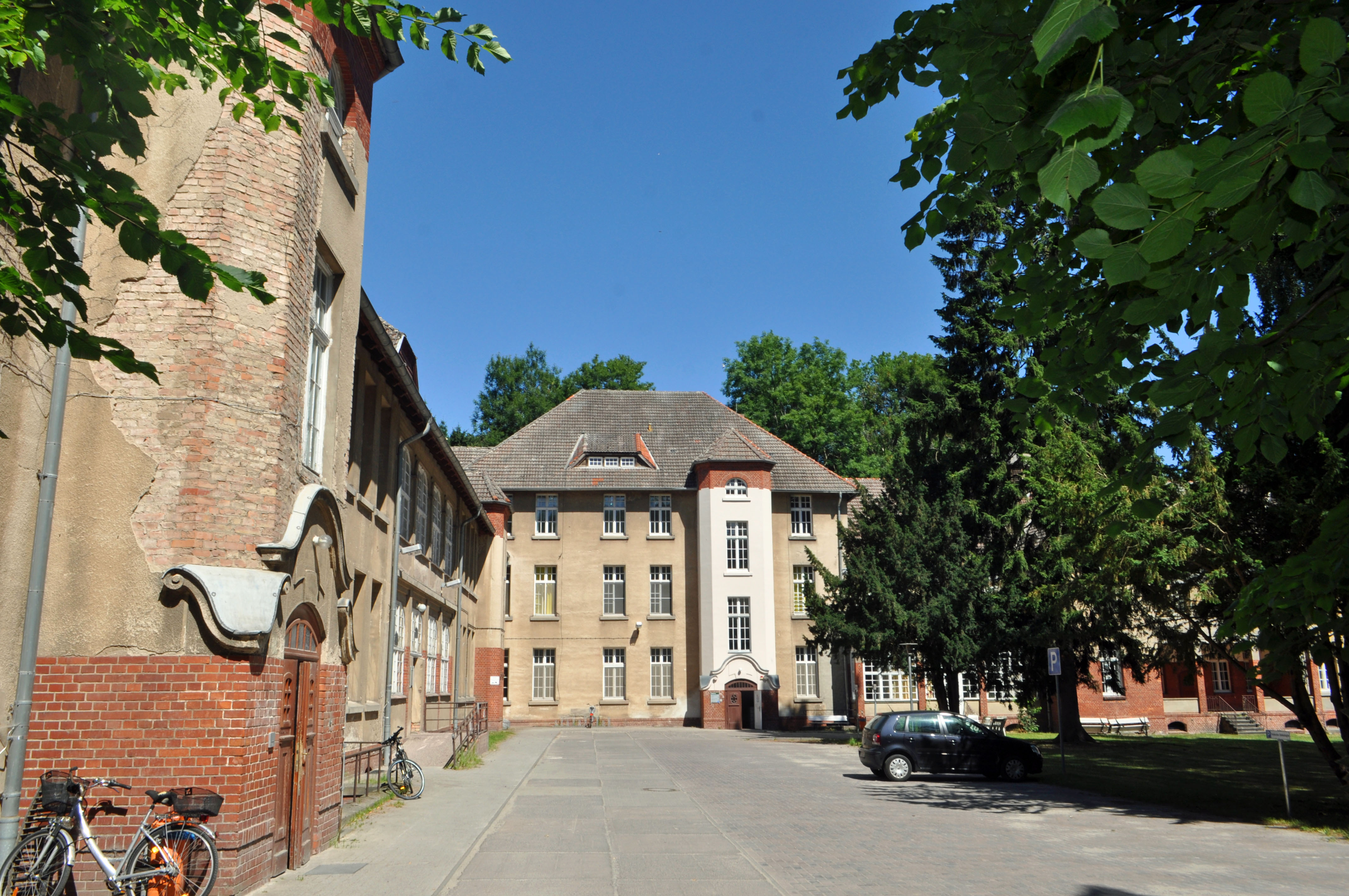
Sanierungsbedürftiges Haus (2013)

Im März 2012 übernahm die HELIOS Kliniken GmbH die ehemaligen Damp-Kliniken auch in Stralsund; das Krankenhaus West wird seitdem unter dem Namen HELIOS Hanseklinikum Stralsund betrieben.
Nach Rückzug Michael Gillners leitete Stefan Orlob (* 1963) von 2013 bis 2018 die Fachabteilung für Forensische Psychiatrie als Chefarzt. Michael Gillner war bis 2017 noch als Oberarzt der erweiterten Forensischen Institutsambulanz tätig.

## Anstaltsleiter/Chefärzte (Auswahl)
Zu den Anstaltsleitern bzw. Chefärzten der Anstalt gehörten (in Klammern ist die Amtszeit angegeben)
- Wilhelm Horstmann (1912–1933)
- Franz Encke (1933–1936, 1939)
- Kurt Reinhold Drews (1936–1939); Jurist
- Hans-Dietrich Hilweg (1938–1939); Ärztlicher Direktor
- Hans-Heinrich Gerhard (1953–1958)
- Hans Leidenberger (1958–1960)
- Friedrich-Rudolf Groß (1960–1965)
- Horst Giermann (1966–1996), ab 1972 Chefarzt der I. Klinik
- Ulrich Müller (1972–2003), Chefarzt der II. Klinik (Kinderneuropsychiatrie), später Klinik für Kinder- und Jugendpsychiatrie
- Horst Tretzel, (1984–2004), Chefarzt der Klinik für Alkohol- und Drogenkranke
- Michael Gillner (1987–2013), Chefarzt der Klinik für Forensische Psychiatrie
- Harald J. Freyberger (1997–2018), Chefarzt der Klinik und Poliklinik für Psychiatrie und Psychotherapie der Ernst-Moritz-Arndt Universität Greifswald am Klinikum Stralsund
- Martin Herberhold, (2004- ), Chefarzt der Klinik für Kinder- und Jugendpsychiatrie,-psychotherapie und -psychosomatik
- Stefan Orlob (2013–2018), Chefarzt der Klinik für Forensische Psychiatrie und Psychotherapie
- Anja M. Westendarp (2019–2022), Chefärztin der Klinik für Forensische Psychiatrie und Psychotherapie
- Ulrich Schweiger (2020), Chefarzt der Klinik für Psychiatrie und Psychotherapie
- Deborah Janowitz (2021-dato), Chefärztin der Klinik für Psychiatrie, Psychotherapie und Psychosomatik
- Christine Wildt (seit 2022), Chefärztin der Klinik für Forensische Psychiatrie und Psychotherapie

## Patienten (Auswahl)
Zu Patienten der Anstalt gehörten:
- Rudolf Ditzen (später nannte er sich Hans Fallada), 1921, wegen (laut Krankenakte) „Morphinismus“ und „degenerativer psychopathischer Konstitution“[1]
- Gerhard Moll, 11. Mai 1942 bis 23. Oktober 1942[1]
- Waldemar Grzimek, 3. Februar 1944 bis 2. Mai 1944, wegen „zwangsneurotischer Psychopathie mit Krankheitswert“[1]

## Forschung und Gedenken
Bis zur Auflösung der Landesheilanstalt im Jahr 1939 und anschließend bis zum Kriegsende gab es keine Forschungen zur Geschichte der Anstalt.
Im Jahr 1947, in ihrer Ausgabe am 10. September, veröffentlichte die Landes-Zeitung einen Bericht unter dem Titel 1400 Menschen verschwanden spurlos. Danach wären Nachfragen beim Pflegepersonal ergebnislos geblieben. Im Jahr 1970 erarbeitete der Forschungsbeauftragte des Staatsarchivs Schwerin die Analyse über den Themenkomplex ‚Euthanasie-Verbrechen‘ in den drei Nordbezirken der DDR, Schwerin, Rostock und Neubrandenburg, die allerdings, da die Dokumente rund um die Morde vom Ministerium für Staatssicherheit verwahrt wurden, „keine Anhaltspunkte über begangene Euthanasie- oder andere Verbrechen gegen die Menschlichkeit“ feststellen konnte. Ab 1984 forschten Erwin Walraph und Horst Tretzel privat zur Geschichte der Psychiatrie im Nationalsozialismus; deren Ergebnisse erschienen erst nach der Wende ab 1990 im Nordkurier. Eine vom Direktorium des Bezirkskrankenhauses in Stralsund gewünschte Gedenkplatte anlässlich des 75. Jubiläums der Heilanstalt im Jahr 1987 wurde von der SED-Kreisleitung abgelehnt; der ärztliche Direktor Horst Tretzel hielt stattdessen eine Rede.
Im Jahr 1996 wurde ein von der Bildhauerin Margret Middell geschaffener Torso in der Klinikumskirche aufgestellt, im Jahr 2001 eine Skulptur des Bildhauers Thomas Radeloff auf dem Klinikgelände vor dem Haus 3.

## Anlage und Gebäude

### Grundsätzliches
Die auf dem weitläufigen, parkartigen Gelände an der Rostocker Chaussee gebauten Gebäude erhielten gleich zur Eröffnung eine damals moderne Fernwasserheizung. Die West-Ost-Mittelachse der Anlage trennte zusätzlich die Gebäude für Frauen und Männer.
1911, im Jahr der Eröffnung der Anstalt bestand die Anlage aus 31 Gebäuden.
Der ursprüngliche Haupteingang an der Rostocker Chaussee war der Beginn der Nord-Süd-Achse. Es dominiert jedoch die Mittelachse, die in West-Ost-Richtung verläuft und auf die Klinikumskirche führt. An dieser, von Osten nach Westen leicht ansteigenden Achse, sind die Gebäude angeordnet; eine Lindenallee prägt diese Achse.

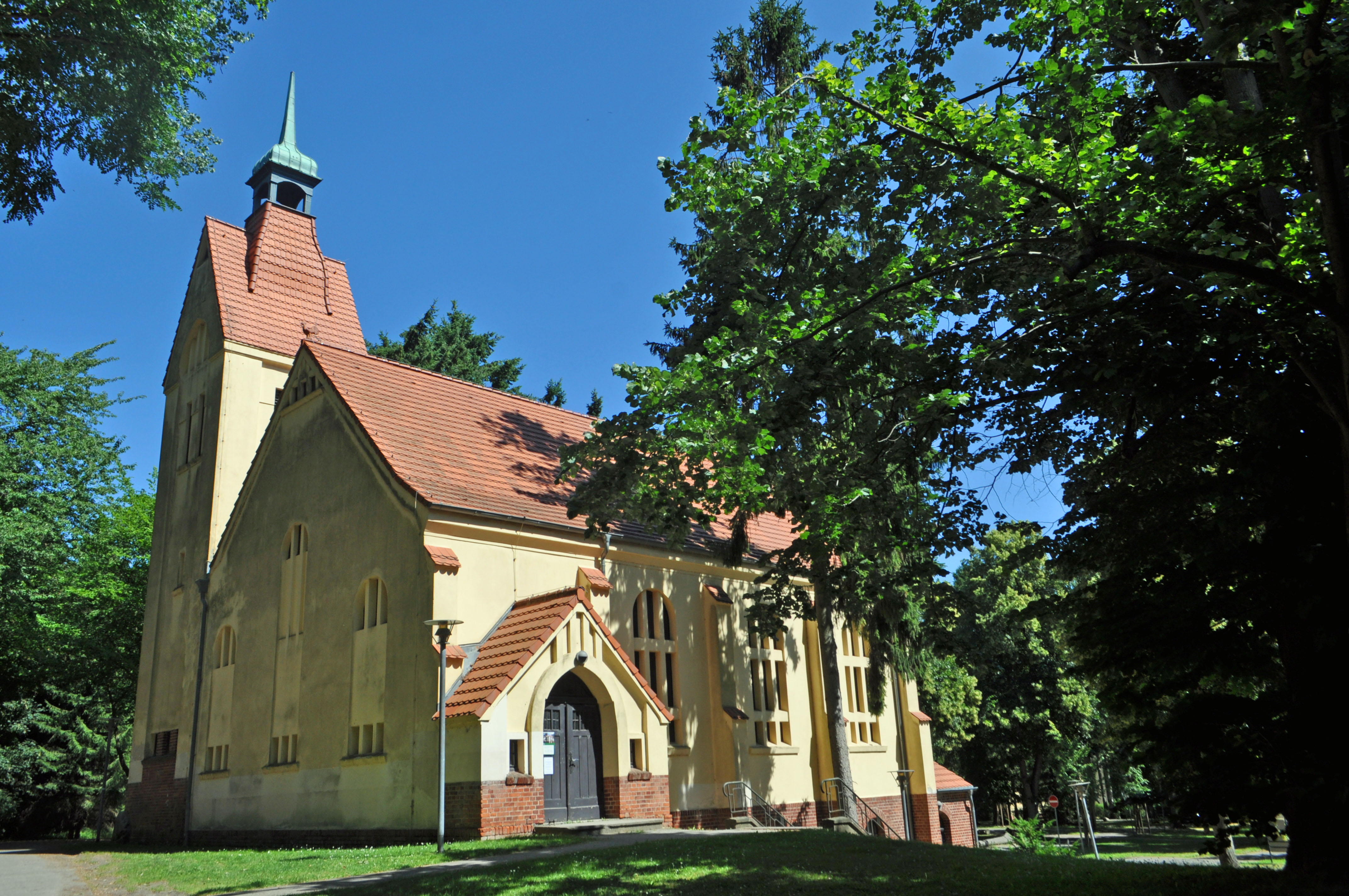
Klinikumskirche (2013)

### Klinikumskirche
Die Klinikumskirche, das Gebäude 20 der Anlage, wurde am 2. Juni 1912 eingeweiht. Sie wurde von 1912 bis 1939 für Gottesdienste genutzt. Mit der Verwendung der Anstaltsanlage als Kaserne der Waffen-SS im Jahr 1939 wurde die Kirche entkernt und fortan als Magazin der Waffen-SS genutzt, das Gestühl wurde vernichtet, die Glocken wurden demontiert und eingeschmolzen zur Waffenproduktion. Noch im Jahr 1958 wurde die Kapelle als Lagerraum genutzt.
Die Kirche steht auf dem so genannten Galgenberg; diese Erhöhung diente einst als Hinrichtungsstätte – hier stand der Galgen, der auf dieser Erhöhung weithin sichtbar war.

### Friedhof
Westlich der Klinikumskirche wurde mit Eröffnung der Heilanstalt im Jahr 1912 ein Friedhof angelegt. Im Ersten Weltkrieg wurde ein Gefallenenfriedhof ergänzt. Viele der aufgrund der nur unzureichenden Versorgung im Ersten Weltkrieg gestorbenen Patienten wurden auf dem anstaltseigenen Friedhof hinter der Klinikumskirche bestattet; von 1915 bis 1918 starben 265 Patienten. Er wurde bis zur Schließung der Anstalt im Jahr 1939 zur Beisetzung von Patienten und auch Personal genutzt, ab 1939 nutzte auch die Waffen-SS den Friedhof für Beisetzungen. Nach Kriegsende wurden verstorbene Flüchtlinge und Patienten beerdigt.
Der Antrag der Tuberkulose-Heilstätte, den verwilderten Friedhof wieder einer geordneten Nutzung zuzuführen, wurde im September 1950 von der Friedhofsverwaltung abgelehnt. Damit war der Anstaltsfriedhof offiziell geschlossen. In der Folgezeit gingen fast alle Grabsteine verloren; in einem Raum der Klinikumskirche werden die neun letzten erhaltenen Grabsteine aufbewahrt.
Im September 2016 wurde das Gelände des ehemaligen Friedhofs durch einen Zaun sichtbar gemacht und zur Erinnerung an den Friedhof zwei Stelen aufgestellt, auf denen die Geschichte dargestellt ist.

### Gedenkstätte

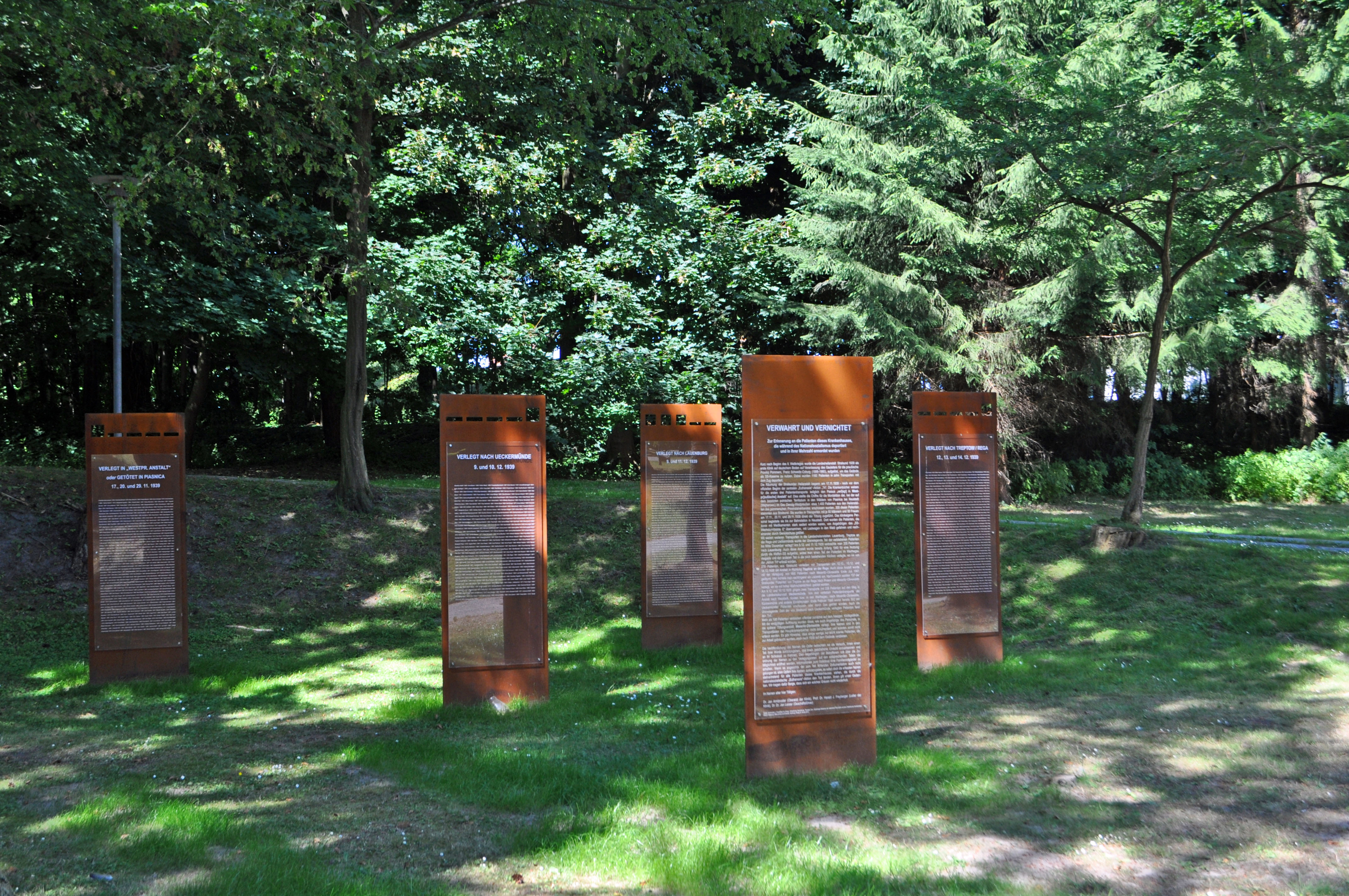
Gedenkstätte für die Opfer der NS-Eugenik

Seitlich der Klinikumskirche wurde im Juni 2013 eine Gedenkstätte eröffnet. Auf fünf Stahltafeln sind die Namen der über 1100 im Jahr 1939 deportierten und ermordeten Psychiatriepatienten zu lesen.
Eine am 26. Mai 2015 verlegte "Stolperschwelle" erinnert an 1160 psychisch kranke Frauen und Männer, Patienten in der „Landesheilanstalt Stralsund“ auf dem Gelände des heutigen Krankenhauses West, die im November und Dezember 1939 von dort aus in den Tod geschickt wurden.